# ۱۷ جمادی‌الثانی
۱۷ جمادی‌الثانی، هفدهمین روز از ماه جمادی‌الثانی در تقویم هجری قمری است.
در تقویم هجری قمری قراردادی این روز صد و شصت و پنجمین روز سال است.

## درگذشتگان
- ۹۱۱ - ابن فرفور دمشقی، قاضی، فقیه شافعی و شاعر شامی .
- ۱۳۰۹- میرزا محمدحسن شیخ‌الاسلام، شیخ الاسلام اصفهان